# Aprilia Dorsoduro
La Aprilia Dorsoduro è una motocicletta prodotta dalla casa motociclistica italiana Aprilia dal 2008 al 2020 e appartenente alla categoria supermotard.
Il nome trae ispirazione da uno dei sestieri di Venezia chiamato appunto Dorsoduro la cui sagoma ricorda proprio le forme di serbatoio e sella della moto vista dal lato sinistro.

## Caratteristiche
Il motore che spinge questa moto è un bicilindrico da 750 cm³ che eroga 92 CV a 8.750 giri e dispone di una coppia di 82 Nm a 4.500 giri.
La moto è una delle prime ad adottare la tecnologia Ride by Wire, che permette di controllare elettronicamente l'apertura dei corpi farfallati in base a diversi parametri in modo da ottimizzare l'erogazione della potenza in ogni situazione.
La centralina mette a disposizione tre mappe: Sport, Touring e Rain, selezionabili tramite un apposito comando sul manubrio, che permettono di adattare al meglio l'erogazione del motore e la sua risposta all'acceleratore in base alle condizioni di guida.
Un aspetto che caratterizza questa moto è la ciclistica: presenta forcelle rovesciate da 43 mm e freni a disco a margherita che le conferiscono un comportamento sempre facile e sicuro anche su strade con molte asperità.
La moto è disponibile in versione senza ABS  in versione ABS e in versione  Factory, che presenta sospensioni Sachs completamente regolabili, pinze freno anteriori Brembo e alcune sovrastrutture in carbonio.
A fine ottobre 2010 è stata presentata la nuova Dorsoduro 1200 che dispone di un bicilindrico da 1200 cm³ che eroga 130 CV a 8.700 giri e una coppia massima di 115 Nm a 7.200 giri. Come la sorella di cilindrata inferiore ha il Ride by Wire, le tre mappature del motore ed il sistema anti bloccaggio, mentre per gestire la maggiore potenza è stato aggiunto il controllo di trazione. Rispetto alla 750 base ha sospensioni completamente regolabili (come la Factory) ed un impianto frenante più efficace marcato Brembo anche se, rispetto alla sorella di cilindrata inferiore, perde un po' di agilità a vantaggio di una maggiore stabilità e di una maggiore precisione direzionale. Le uniche differenze estetiche con la 750 sono la sella ricamata e i due nuovi silenziatori sottosella.. La versione di cilindrata maggiore è rimasta in catalogo per pochi anni. Nel 2017 è stata presentata una nuova versione aggiornata sia nel motore, che passa da 750 cm³ a 896,1 cm³ con una potenza di 95 CV a 8.750 giri e coppia di 90 Nm a 6.500 giri, sia nella tecnologia grazie ad un nuovo tft e l'implementazione del traction control.

## Competizioni
Nel 2008 la Dorsoduro di serie guidata dall'italiano Andrea Padovani si è classificata quinta nella ottantaseiesima Pikes Peak International Hillclimb, una massacrante corsa che si tiene nelle montagne del Colorado e che consiste nello scalare una delle più alte montagne degli Stati Uniti fino a 4300 metri di quota lungo una salita di sterrato di 20 km di lunghezza. La gara è stata vinta da un'altra Aprilia, la SXV 5.5 condotta dall'americano Davey Durelle.
Nel 2009 la Dorsoduro è impegnata nel Campionato Europeo SuperMoto, nella nuova categoria HyperMoto, insieme a KTM, BMW e Ducati. Per l'occasione viene usata la Dorsoduro RR, una versione racing della Dorsoduro da 138 kg di peso e 100 CV di potenza massima.